# Ньето, Федерико
Федерико Гастон Ньето (исп. Federico Gastón Nieto; родился 26 августа 1983 года в Буэнос-Айресе, Аргентина) — аргентинский футболист, нападающий.

## Клубная карьера
Ньето начал карьеру в клубе «Альмагро». С первого сезона он завоевал место в основе и стал одним из лучших бомбардиров команды. В 2005 году Федерико на правах аренды перешёл в шотландский «Рейнджерс». Свой первый гол в шотландской Премьер лиге он забил «Данфермлин Атлетик», а затем ещё дважды отличился в ворота «Клайда» в матче Кубка Шотландии. В 2006 году Ньето вновь отправился в Европу, где на правах аренды без особого успеха выступал за португальскую «Эштрелу» и итальянские «Дженоа» и «Эллас Верону».
В 2007 году Федерико покинул «Альмагро» и сезон провёл в «Уракане». В следующем сезоне он перешёл в «Банфилд», но не смог заиграть и был возвращён в «Уракан» на правах аренды.
Летом 2009 года Ньето подписал соглашение с «Колоном». 24 августа в матче против «Велес Сарсфилд» он дебютировал за новую команду. 29 августа в поединке против «Расинга» из Авельянеды Федерико забил свой первый гол за «Колон». Забив за команду 13 мячей в 31 матче он стал лучшим бомбардиром клуба по итогам сезона.
В 2010 году Федерико перешёл в бразильский «Атлетико Паранаэнсе». 8 августа в матче против «Сан-Паулу» он дебютировал в бразильской Серии А. 5 ноября в поединке против «Палмейраса» Ньето забил свой первый гол за «Атлетико». Забив всего 5 мячей за сезон руководство бразильской команды решило не продлевать соглашение и Федерико покинул Бразилию.
В начале 2013 года Ньето перешёл в эквадорский «Депортиво Кито». 26 января в матче против ЛДУ Лоха он дебютировал в эквадорской Серии А. В этом же поединке Федерико забил свой первый гол за новую команду. 26 июня в матче против «Депортиво Кеведо» Ньето сделал хет-трик. По итогам сезона он стал лучшим бомбардиром чемпионата Эквадора.
В начале 2014 года трансфер нападающего выкупила «Барселона» из Гуаякили. 26 января в матче против «Ольмедо» он дебютировал за новую команду. 30 января в поединке против «Манта» Федерико забил свой первый гол за клуб из Гуаякиль.
Летом 2015 года Ньето присоединился к «Униеврсидад Католика» из Кито. 10 июля в матче против «Эмелека» он дебютировал за новую команду. 24 августа в поединке против «Эмелека» Федерико забил свой первый гол за «Универсидад Католика». Летом 2016 года его контракт истёк и Ньето на правах свободного агента вернулся на родину, подписав соглашение с «Бока Унидос». 27 августа в матче против «Олл Бойз» он дебютировал за новую команду. 4 сентября в поединке против «Феррокарриль Оэсте» Федерико забил свой первый гол за «Бока Унидос».

## Достижения
Индивидуальные
- Лучший бомбардир Серии А — 2013